# 表面伝導型電子放出素子ディスプレイ

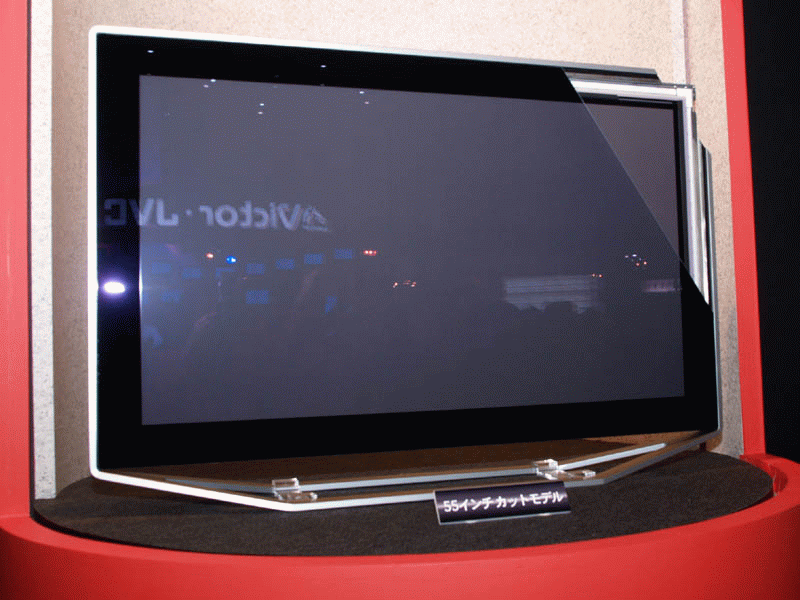
55型のSEDテレビの試作品

表面伝導型電子放出素子ディスプレイ（ひょうめん でんどうがた でんし ほうしゅつ そし ディスプレイ、SED：surface-conduction electron-emitter display）とは電界放出ディスプレイ（FED）の一種である。

## 概要
電界放出ディスプレイ（FED）はブラウン管（CRT）と異なり各画素毎に電子放出部を持つ。通常のFEDではマイクロティップと呼ばれる先端を尖らせた電極とゲート電極との電位差によりマイクロティップ先端から電子を取り出す。これに対しSEDでは超微粒子膜により作ったナノオーダーのスリット間に電圧をかけトンネル効果により電子を放出させる。そのため通常のFEDより低電圧で電子を取り出すことが可能である。放出された電子が蛍光体に衝突し蛍光を発することで画素を点灯させる。薄型で大型、また自発光でインパルス型と原理的にはCRTと同じであるため動画性能や暗部の階調表現力は液晶よりも良いと言われている。液晶ディスプレイでは120Hz駆動化などの改良が進んでいるが、ms単位の液晶分子運動とµs単位の蛍光体を比較すれば当面動画性能の点では逆転されることはない。
蛍光体の部分は既存のCRTの技術がそのまま利用できるため、低コスト化を期待するむきもある。が、そのためにCRTを超える色域をそのままでは実現できない欠点が生まれている。これはバックライトのLED化、レーザー化によりさらに色域を拡張できる液晶ディスプレイや画素型プロジェクターに色域という画質の一要因で劣ることになる。長いCRT時代の改良を経たあとであるため、これ以上の蛍光体の改良は容易ではないが色域の拡大という市場の要請があれば不可能ではない。
欠点としてはCRT同様の焼きつきがある。CRTでは電子放出部が画面全体で単一であるため劣化ムラが無く焼きつき原因が蛍光体の劣化ムラのみであったが、FEDでは画素ごとの電子放出部の劣化ムラも焼きつきの原因となり得る。
薄膜部分は印刷技術を応用して作ることができるため、大量生産にも向いていると主張されることがある。液晶や有機EL、電子ペーパーにも印刷技術を応用して作られている部品がありコストダウンには有効な手法であることが分かる。
一方、真空保持が必要なためフレキシブルディスプレイの実現は困難である。
また、他方式のビデオ出力用ディスプレイと同様に反射型液晶や電子ペーパーに見られるメモリー性を利用した書換時以外無電力静止画表示（一度画像を表示すれば電力を切っても同一画像が保持される）には不向きである。

## 家庭用SEDテレビ製品化への期待と断念

### 製品化への着手

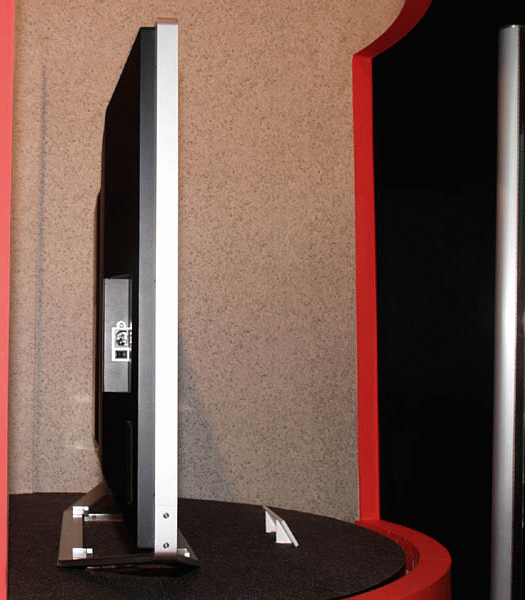
横からみたSEDテレビ

1986年キヤノンが研究開発に着手、1999年に東芝と共同開発を始め2002年度の事業化を目指した。さらにキヤノンと東芝の両ブランドによるSEDの製品化を目指し2004年には両者で合弁会社を設立し、当初は2005年内の生産開始と2008年の北京オリンピック商戦へ向けての量産化を目指していた。キヤノンにとってテレビ事業への参入は悲願とされ、御手洗会長は「SEDに社運を賭ける」と強調していた。
現世代の薄型テレビ（液晶テレビ・プラズマテレビ・リアプロジェクションテレビ）はCRTより画質が劣るが、SEDは薄型でもCRTに迫る高画質が可能になるため、次世代の薄型テレビや高画質モニターが求められる業務用のマスターモニター等の用途で期待を集めてきた。2006年10月に55V型フルHDの試作品が公開され、当時は「CRTを超える画質」と評価する向きが主流であった。

### 製品化の困難と撤退
2005年頃から市場では液晶テレビ・プラズマテレビの価格下落と大型化が大方の予測を上回る速度で進み、SEDが十分な価格競争力で製品化されるのは難しい状況となった。その後も各社独自の技術の進展で液晶テレビ・プラズマテレビの抱えていた画質面での問題の克服が進み、SEDの画質面でのインパクトは当初に比べて薄れていった。
最初の製品は2007年の第4四半期（10～12月の間）に発売される予定であったが特許問題に絡む訴訟が発生（後述）、量産ラインの建設に着手できない状態が続き、2007年5月25日にはキヤノンは3度目の発売延期を発表、発売時期は未定であるとした。結局、これにより北京五輪商戦には間に合わない状況となった。この訴訟の最中にパートナーとも言える東芝は事実上SED事業から撤退し、当初はSEDのみで展開するとしていた50V型以上の大型製品も、液晶テレビで投入する事となった（「REGZA」ブランドでの販売）。
キヤノンの内田恒二社長は2009年3月11日の経営方針説明会で、「SEDを採用した製品の市場投入については2009年中の実行は無い」と明言した。
2010年5月にキヤノンが家庭用SEDテレビの開発を断念したことが報じられた。今後もSED自体の研究開発は続け、医療用表示装置などの業務用出力機器への応用を検討する。

### SED特許問題をめぐる訴訟
2007年に米国において、SED基幹技術の特許を持つ米国のNano-Proprietary社（現・Applied Nanotech Holdings。以下" Nano社"）とキヤノンの間で特許問題をめぐって訴訟がおきた。この裁判闘争の最中、「特許問題による訴訟や液晶テレビの低価格化により、SEDをビジネスとして成り立たせる事が極めて困難になった」という判断から東芝は事実上SED事業から撤退し、キヤノンと東芝の合弁会社がキヤノンの100%子会社となった。
キヤノンとNano社との係争は、2007年5月のテキサス州東部地区連邦地方裁判所での第1審判決ではNano社が勝訴したがキヤノンが控訴、2008年9月に合衆国連邦巡回区控訴裁判所が下した判決では逆にキヤノンが勝訴。2008年11月、APNT社（旧Nano社）が控訴しないまま控訴期限を経過し、キヤノンの勝訴が確定した。

## 経緯
- 1986年 - キヤノンが薄型表示装置用の電子源開発に着手。
- 1996年 - 3.1インチの試作品をキヤノンが公開。
- 1999年6月15日 - キヤノンと東芝が提携。
- 2004年9月14日 - キヤノンと東芝が研究・生産の合弁会社SED株式会社設立を発表。この時36V型・1280×768ドットの試作品を展示。
- 2006年10月 - 55V型・1920×1080ドット（フルスペックハイビジョン）の試作品が公開。
- 2007年
  - 1月12日 - キヤノンが東芝保有の全株を買い取り、完全子会社化を発表。
  - 5月25日 - 2007年第4四半期に予定していた発売予定を「当面の間、見送る」（キヤノン）「現時点では未定」（東芝）と発表。
- 2008年11月 - SED生産を予定する工場の地元で、折り込みチラシで工場の期間工を募集。これを見て「SED生産開始」という観測が上がった（だが翌春になっても生産の動きは皆無）。
- 一方ソニーはSEDではないタイプのFEDを研究していた。2007年4月、試作機を発表し同時に「2009年中に発売予定」とアナウンスした[4]。しかし2008年11月、事業化の断念を正式に表明しさらに2009年3月には会社を清算し始めた[5][6]。
- 2010年
  - 5月 - キヤノンが家庭用SEDテレビの開発を断念したことが報じられる。
  - 8月18日 - キヤノンは報道各社にSED株式会社の清算を正式に発表[7]。
  - 9月30日 - SED株式会社を清算。研究開発はキヤノン本社で継続。